# 아소스

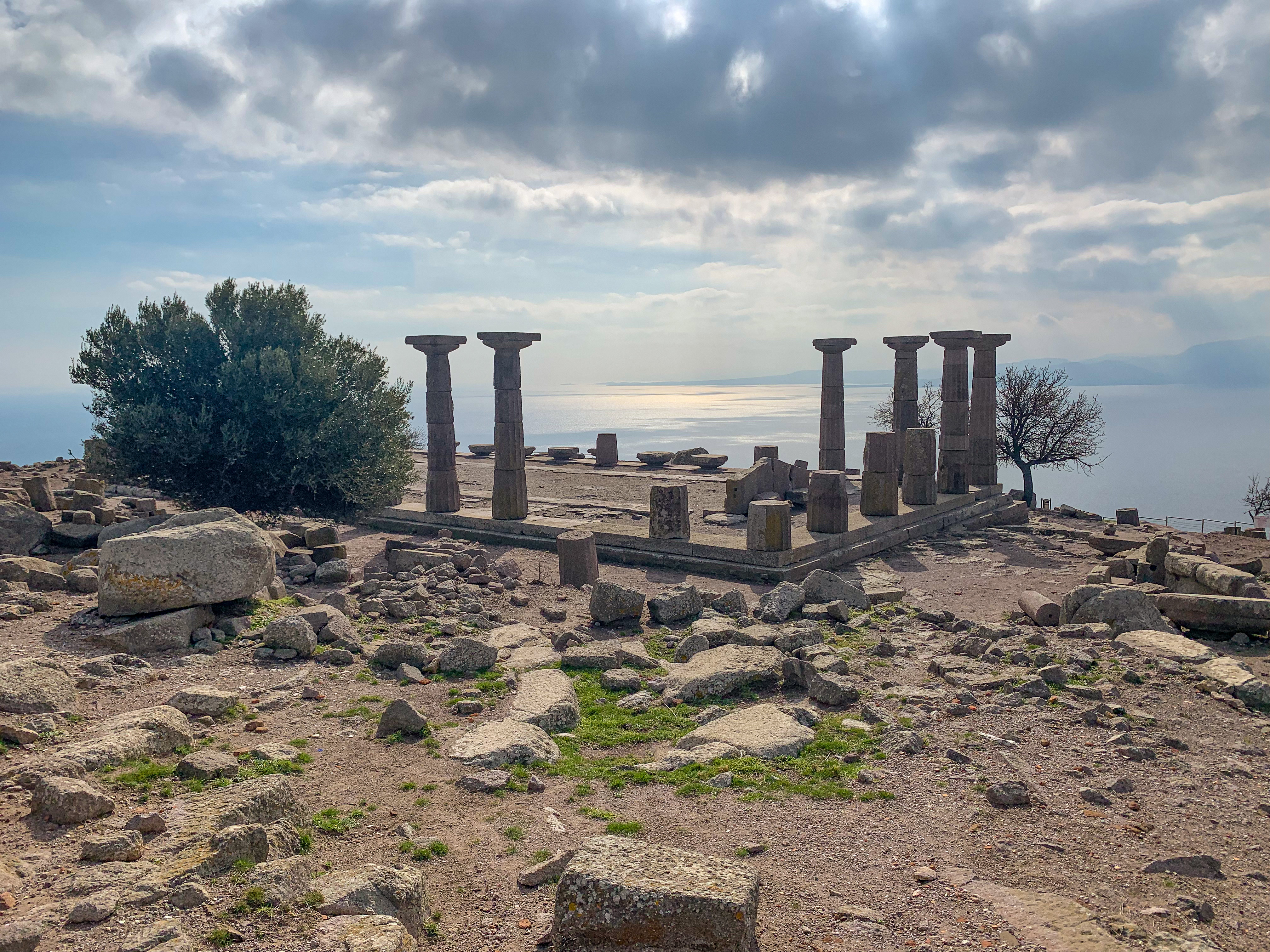
아테나 신전의 유적

아소스(그리스어: Άσσος)는 튀르키예의 유적으로 작지만 역사적으로 부유한 도시이다. 아리스토텔레스가 여기서 살았으며 대학을 개설하였다. 사도 바울이 이 도시를 방문하였다.
공식적으로 베람칼레 (Behramkale)이지만 대부분의 사람은 아직 도시를 아소스라는 고대 이름을 사용한다. 도시는 비가 반도(트로아드)에 있다.